# بيوي أسود
بيوي أسود (الاسم العلمي:Contopus nigrescens) (بالإنجليزية: Blackish Pewee)‏ هو نوع من الطيور يتبع جنس البيوي من فصيلة عصافير الملك.